# (168) Сибилла
(168) Сибилла (др.-греч. σίβυλλαι) — довольно крупный астероид главного пояса, с очень тёмной поверхностью, что обусловлено наличием в её составе простейших углеродных соединений. Астероид входит в состав семейства Кибелы. Он был открыт 28 сентября 1876 года американским астрономом Дж. Уотсоном в Анн-Арборе, США и назван в честь Сивиллы, пророчицы и прорицательницы согласно древнегреческой мифологии.

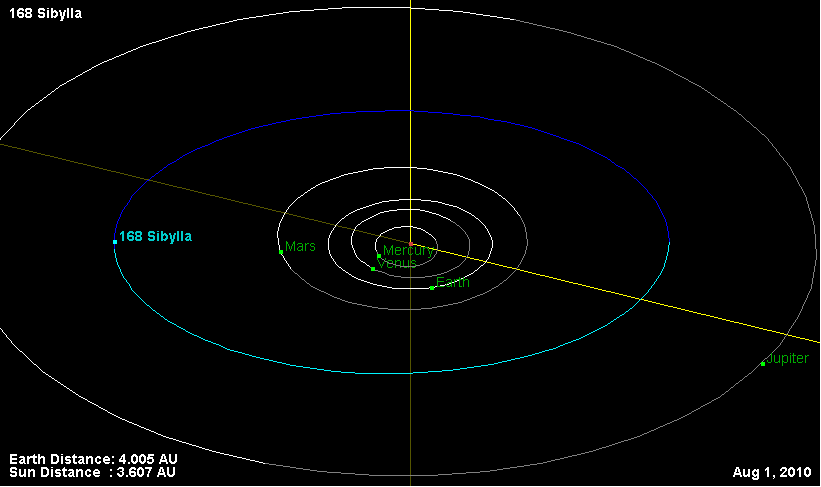
Орбита астероида Сибилла и его положение в Солнечной системе